# Matrice de Mueller
Pour les articles homonymes, voir Mueller.
La matrice de Mueller est une matrice à 4 lignes et 4 colonnes, introduite par Hans Mueller (de) dans les années 1940, pour manipuler les vecteurs de Stokes qui représentent la polarisation de la lumière incohérente.
Dans cette technique, l'effet d'un composant optique est modélisé par une matrice de Mueller — matrice 4x4 qui est une généralisation des matrices de Jones.
La lumière qui est non polarisée ou partiellement polarisée doit être traitée en utilisant les matrices de Mueller, tandis que la lumière complètement polarisée peut être traitée soit avec les matrices de Mueller soit avec celles de Jones.
Beaucoup de problèmes qui impliquent de la lumière cohérente, telle que celle provenant d'un laser, doivent être traités avec les matrices de Jones parce qu'elles sont déterminées à partir du champ électrique et pas uniquement de l'intensité énergétique, et que l'on ne perd donc pas d'information quant à la phase de l'onde.

## Définition
Si un rayon de lumière  dans un état défini par le vecteur de Stokes {\displaystyle {\vec {S}}_{i}} traverse un élément optique défini par sa matrice de Mueller {\displaystyle \mathrm {M} }, il en ressort dans un état  {\displaystyle {\vec {S}}_{o}} tel que :
{\displaystyle {\vec {S}}_{o}=\mathrm {M} {\vec {S}}_{i}\ .}
Si un rayon de lumière passe à travers un élément optique  M1 suivi des éléments  M2 et M3; on peut alors écrire
{\displaystyle {\vec {S}}_{o}=\mathrm {M} _{3}{\big (}\mathrm {M} _{2}(\mathrm {M} _{1}{\vec {S}}_{i}){\big )}\ }
comme la multiplication matricielle est associative, on peut écrire :
{\displaystyle {\vec {S}}_{o}=\mathrm {M} _{3}\mathrm {M} _{2}\mathrm {M} _{1}{\vec {S}}_{i}\ .}
La multiplication matricielle n'est pas commutative, donc en général :
{\displaystyle \mathrm {M} _{3}\mathrm {M} _{2}\mathrm {M} _{1}{\vec {S}}_{i}\neq \mathrm {M} _{1}\mathrm {M} _{2}\mathrm {M} _{3}{\vec {S}}_{i}\ .}

## Description
Pour chaque composant optique, on trouve une matrice de Mueller.

### Région isotrope, non absorbante
- Région vide, ou isotrope et non absorbante :

{\displaystyle M={\begin{pmatrix}1&0&0&0\\0&1&0&0\\0&0&1&0\\0&0&0&1\\\end{pmatrix}}}

### Région isotrope, absorbante
- Région isotrope avec un coefficient de transmission T (0<T<1) :

{\displaystyle M={\begin{pmatrix}T&0&0&0\\0&T&0&0\\0&0&T&0\\0&0&0&T\\\end{pmatrix}}}

### Polariseur linéaire
- Polariseur linéaire avec un angle de transmission α :

{\displaystyle M_{pola}=1/2{\begin{pmatrix}1&\cos(2\alpha )&\sin(2\alpha )&0\\\cos(2\alpha )&\cos ^{2}(2\alpha )&\cos(2\alpha )\sin(2\alpha )&0\\\sin(2\alpha )&\cos(2\alpha )\sin(2\alpha )&\sin ^{2}(2\alpha )&0\\0&0&0&0\\\end{pmatrix}}}

### Lame de retard
- Lame de retard quart-d'onde avec azimut α pour l'axe rapide :

{\displaystyle M_{\lambda /4}={\begin{pmatrix}1&0&0&0\\0&\cos ^{2}(2\alpha )&\cos(2\alpha )\sin(2\alpha )&-\sin(2\alpha )\\0&\cos(2\alpha )\sin(2\alpha )&\sin ^{2}(2\alpha )&\cos(2\alpha )\\0&\sin(2\alpha )&-\cos(2\alpha )&0\\\end{pmatrix}}}
- Lame de retard demi-onde avec azimut α pour l'axe rapide :

{\displaystyle M_{\lambda /2}={\begin{pmatrix}1&0&0&0\\0&\cos ^{2}(2\alpha )-\sin ^{2}(2\alpha )&2\cos(2\alpha )\sin(2\alpha )&0\\0&2\cos(2\alpha )\sin(2\alpha )&\sin ^{2}(2\alpha )-\cos ^{2}(2\alpha )&0\\0&0&0&-1\\\end{pmatrix}}}
- Lame de retard δ avec azimut α pour l'axe rapide :

{\displaystyle M_{\delta }={\begin{pmatrix}1&0&0&0\\0&\cos(\delta )\sin ^{2}(2\alpha )+\cos ^{2}(2\alpha )&(1-\cos(\delta ))\cos(2\alpha )\sin(2\alpha )&-\sin(\delta )\sin(2\alpha )\\0&(1-\cos(\delta ))\cos(2\alpha )\sin(2\alpha )&\cos(\delta )\cos ^{2}(2\alpha )+\sin ^{2}(2\alpha )&\sin(\delta )\cos(2\alpha )\\0&\sin(\delta )\sin(2\alpha )&-\sin(\delta )\cos(2\alpha )&\cos(\delta )\\\end{pmatrix}}}

### Déphaseur
{\displaystyle M={\begin{pmatrix}1&0&0&0\\0&1&0&0\\0&0&\cos(\alpha )&-\sin(\alpha )\\0&0&\sin(\alpha )&\cos(\alpha )\\\end{pmatrix}}}